# Tiro ai Giochi della XXXI Olimpiade - Pistola 10 metri aria compressa maschile
La gara di pistola 10 metri aria compressa maschile dei Giochi della XXXI Olimpiade si è svolta il 6 agosto 2016. Hanno partecipato 46 atleti provenienti da 35 diverse nazioni.

## Record
Prima della competizione, i record olimpici e mondiali erano i seguenti:
| Qualificazione  | Qualificazione                        | Qualificazione | Qualificazione          | Qualificazione |
| --------------- | ------------------------------------- | -------------- | ----------------------- | -------------- |
| Record mondiale | Jin Jong-oh                           | 594            | Changwon, Corea del Sud | 12 aprile 2009 |
| Record olimpico | Mikhail Nestruyev                     | 591            | Atene, Grecia           | 14 agosto 2004 |
| Finale          |                                       |                |                         |                |
| Record mondiale | Jin Jong-oh                           | 206,0          | Changwon, Corea del Sud | 12 aprile 2009 |
| Record olimpico | Regole modificate dal 1º gennaio 2013 | -              | -                       | -              |

## Programma
| Data          | Ora (BRT/UTC-3) | Turno          |
| ------------- | --------------- | -------------- |
| 6 agosto 2016 | 13:00           | Qualificazioni |
| 6 agosto 2016 | 18:00           | Finale         |

## Turno di qualificazione
| Posizione | Atleta              | Nazione        | 1  | 2  | 3  | 4   | 5  | 6  | Total | 10 | Note |
| --------- | ------------------- | -------------- | -- | -- | -- | --- | -- | -- | ----- | -- | ---- |
| 1         | Pang Wei            | Cina           | 97 | 98 | 99 | 98  | 99 | 99 | 590   | 27 | Q    |
| 2         | Jin Jong-oh         | Corea del Sud  | 97 | 94 | 98 | 100 | 96 | 99 | 584   | 24 | Q    |
| 3         | Juraj Tužinský      | Slovacchia     | 96 | 97 | 98 | 97  | 98 | 96 | 582   | 23 | Q    |
| 4         | Hoàng Xuân Vinh     | Vietnam        | 96 | 97 | 98 | 97  | 98 | 95 | 581   | 18 | Q    |
| 5         | Giuseppe Giordano   | Italia         | 97 | 95 | 98 | 95  | 98 | 97 | 580   | 24 | Q    |
| 6         | Jitu Rai            | India          | 96 | 96 | 98 | 96  | 96 | 98 | 580   | 22 | Q    |
| 7         | Felipe Almeida Wu   | Brasile        | 96 | 95 | 99 | 97  | 97 | 96 | 580   | 19 | Q    |
| 8         | Vladimir Gontcharov | Russia         | 96 | 96 | 99 | 98  | 94 | 97 | 580   | 17 | Q    |
| 9         | Dimitrije Grgić     | Serbia         | 96 | 96 | 97 | 97  | 96 | 97 | 579   | 20 |      |
| 10        | Pablo Carrera       | Spagna         | 98 | 95 | 93 | 97  | 98 | 98 | 579   | 18 |      |
| 11        | João Costa          | Portogallo     | 98 | 97 | 96 | 96  | 94 | 97 | 578   | 21 |      |
| 12        | Will Brown          | Stati Uniti    | 95 | 98 | 97 | 95  | 96 | 96 | 577   | 23 |      |
| 13        | Júlio Almeida       | Brasile        | 97 | 94 | 96 | 97  | 96 | 97 | 577   | 20 |      |
| 14        | Oleh Omelchuk       | Ucraina        | 96 | 98 | 96 | 99  | 94 | 94 | 577   | 20 |      |
| 15        | Ruslan Lunev        | Azerbaigian    | 96 | 94 | 95 | 97  | 96 | 99 | 577   | 19 |      |
| 16        | Pu Qifeng           | Cina           | 97 | 97 | 94 | 95  | 98 | 96 | 577   | 19 |      |
| 17        | Kim Song-guk        | Corea del Nord | 98 | 95 | 97 | 95  | 97 | 95 | 577   | 18 |      |
| 18        | Jay Shi             | Stati Uniti    | 97 | 95 | 95 | 98  | 97 | 95 | 577   | 17 |      |
| 19        | Lee Dae-myung       | Corea del Sud  | 98 | 96 | 95 | 95  | 97 | 96 | 577   | 12 |      |
| 20        | Gurpreet Singh      | India          | 94 | 96 | 93 | 99  | 99 | 95 | 576   | 21 |      |
| 21        | Yusuf Dikeç         | Turchia        | 95 | 93 | 97 | 98  | 98 | 95 | 576   | 17 |      |
| 22        | Tomoyuki Matsuda    | Giappone       | 92 | 95 | 96 | 98  | 97 | 98 | 576   | 14 |      |
| 23        | Vladimir Issachenko | Kazakistan     | 94 | 97 | 96 | 98  | 95 | 95 | 579   | 19 |      |
| 24        | İsmail Keleş        | Turchia        | 99 | 93 | 93 | 98  | 94 | 98 | 575   | 18 |      |
| 25        | Damir Mikec         | Serbia         | 98 | 97 | 95 | 97  | 92 | 96 | 575   | 18 |      |
| 26        | Trần Quốc Cường     | Vietnam        | 95 | 98 | 96 | 96  | 97 | 93 | 575   | 16 |      |
| 27        | Kim Jong-su         | Corea del Nord | 95 | 95 | 95 | 96  | 96 | 98 | 575   | 15 |      |
| 28        | Johnathan Wong      | Malaysia       | 94 | 96 | 96 | 98  | 93 | 97 | 574   | 17 |      |
| 29        | Tsotne Machavariani | Georgia        | 96 | 97 | 95 | 97  | 95 | 94 | 574   | 16 |      |
| 30        | Samy Abdel Razek    | Egitto         | 96 | 92 | 96 | 96  | 97 | 97 | 574   | 14 |      |
| 31        | Vladimir Isakov     | Russia         | 94 | 93 | 96 | 96  | 98 | 97 | 574   | 12 |      |
| 32        | Atallah Al-Anazi    | Arabia Saudita | 96 | 94 | 95 | 95  | 98 | 95 | 573   | 18 |      |
| 33        | Ye Tun Naung        | Birmania       | 96 | 95 | 96 | 92  | 96 | 97 | 572   | 19 |      |
| 34        | Samuil Donkov       | Bulgaria       | 96 | 98 | 97 | 94  | 94 | 93 | 572   | 19 |      |
| 35        | Pavlo Korostylov    | Ucraina        | 98 | 96 | 95 | 96  | 95 | 92 | 572   | 14 |      |
| 36        | Blake Blackburn     | Australia      | 91 | 97 | 95 | 96  | 96 | 95 | 570   | 10 |      |
| 37        | Jorge Grau          | Cuba           | 95 | 94 | 96 | 94  | 94 | 96 | 569   | 16 |      |
| 38        | Pavol Kopp          | Slovacchia     | 96 | 93 | 97 | 95  | 94 | 94 | 569   | 12 |      |
| 39        | Rafael Lacayo       | Nicaragua      | 97 | 95 | 95 | 95  | 93 | 94 | 569   | 8  |      |
| 40        | Rashid Yunusmetov   | Kazakistan     | 96 | 96 | 93 | 94  | 95 | 93 | 567   | 16 |      |
| 41        | Piotr Daniluk       | Polonia        | 96 | 96 | 97 | 95  | 94 | 89 | 567   | 14 |      |
| 42        | Miklós Tátrai       | Ungheria       | 94 | 95 | 95 | 93  | 94 | 96 | 567   | 9  |      |
| 43        | Marko Carrillo      | Perù           | 94 | 92 | 97 | 96  | 92 | 95 | 566   | 11 |      |
| 44        | Daniel Repacholi    | Australia      | 91 | 97 | 97 | 95  | 96 | 89 | 565   | 13 |      |
| 45        | Ahmed Mohamed       | Egitto         | 93 | 93 | 92 | 94  | 98 | 94 | 564   | 13 |      |
| 46        | David Muñoz         | Panama         | 88 | 98 | 97 | 94  | 91 | 95 | 563   | 15 |      |

## Finale
| Pos. | Atleta              | 1    | 2    | 3    | 4    | 5    | 6    | 7    | 8    | 9    | 10   | 11   | 12   | 13   | 14   | 15   | 16   | 17   | 18   | 19   | 20   | Totale | Note            |
| ---- | ------------------- | ---- | ---- | ---- | ---- | ---- | ---- | ---- | ---- | ---- | ---- | ---- | ---- | ---- | ---- | ---- | ---- | ---- | ---- | ---- | ---- | ------ | --------------- |
|      | Hoàng Xuân Vinh     | 10.4 | 10.4 | 10.7 | 10   | 9.8  | 10.6 | 10.1 | 9.8  | 10.1 | 10.3 | 10.6 | 10.3 | 10.4 | 10   | 9.2  | 10.8 | 9.8  | 9.3  | 9.2  | 10.7 | 202.5  | Record olimpico |
|      | Felipe Almeida Wu   | 10.5 | 10.3 | 10.4 | 10.5 | 10.7 | 10.1 | 9.9  | 9.4  | 9.5  | 10.2 | 10.4 | 9.3  | 10.4 | 9.6  | 10.1 | 10.7 | 10.0 | 9.8  | 10.2 | 10.1 | 202.1  |                 |
|      | Pang Wei            | 8.6  | 10.1 | 10.7 | 9.4  | 10.2 | 10.5 | 10.3 | 9.9  | 10.5 | 9.8  | 10.3 | 10.6 | 8.7  | 10.4 | 9.8  | 9.8  | 10.6 | 10.2 | N.D. | N.D. | 180.4  |                 |
| 4    | Juraj Tužinský      | 10.6 | 10.2 | 10.3 | 10.5 | 10.1 | 9.7  | 10.5 | 9.9  | 10.2 | 9    | 9.9  | 10.2 | 9.4  | 9.9  | 9.1  | 9.9  | N.D. | N.D. | N.D. | N.D. | 159.4  |                 |
| 5    | Jin Jong-oh         | 10.2 | 10.5 | 9.8  | 9.7  | 9.9  | 9.8  | 9.9  | 10.5 | 9.5  | 10.4 | 9.9  | 10   | 10.6 | 9.1  | N.D. | N.D. | N.D. | N.D. | N.D. | N.D. | 139.8  |                 |
| 6    | Giuseppe Giordano   | 9.5  | 10.1 | 9.7  | 10.8 | 10.5 | 10.4 | 10.4 | 10.3 | 8.7  | 9.2  | 9.4  | 9.4  | N.D. | N.D. | N.D. | N.D. | N.D. | N.D. | N.D. | N.D. | 118.4  |                 |
| 7    | Vladimir Gontcharov | 10.2 | 9.7  | 10.5 | 10.1 | 9.1  | 9.8  | 9.9  | 9.7  | 10.7 | 9.2  | N.D. | N.D. | N.D. | N.D. | N.D. | N.D. | N.D. | N.D. | N.D. | N.D. | 98.9   |                 |
| 8    | Jitu Rai            | 9.5  | 9.8  | 9.6  | 9.7  | 10.1 | 10.2 | 9.7  | 10.1 | N.D. | N.D. | N.D. | N.D. | N.D. | N.D. | N.D. | N.D. | N.D. | N.D. | N.D. | N.D. | 78.7   |                 |